# Gmina Gundsø
Gmina Gundsø (duń. Gundsø Kommune) - istniejąca w latach 1970-2006 gmina w Danii w  okręgu Roskilde Amt. 
Siedzibą władz gminy było miasto Gundsømagle. 
Gmina Gundsø została utworzona 1 kwietnia 1970 na mocy reformy podziału administracyjnego Danii. Po kolejnej reformie administracyjnej w roku 2007 weszła w skład nowej gminy Roskilde.

## Dane liczbowe
- Liczba ludności: (♀ 7920 + ♂ 7829) = 15 749
  - wiek 0-6: 10,7%
  - wiek 7-16: 14,7%
  - wiek 17-66: 64,4%
  - wiek 67+: 10,2%
- zagęszczenie ludności: 250,0 osób/km²
- bezrobocie: 3,1% osób w wieku 17-66 lat
- cudzoziemcy z UE, Skandynawii i USA: 157 na 10 000 osób
- cudzoziemcy z krajów Trzeciego Świata: 134 na 10 000 osób
- liczba szkół podstawowych: 4 (liczba klas: 99)